# Campionati europei di atletica leggera 1934 - Staffetta 4×400 metri
La staffetta 4×400 metri maschile ai campionati europei di atletica leggera 1934 si svolse il 9 settembre 1934.

## Risultati
| Pos.    | Nazione  | Atleti                                                              | Tempo  | Note                                     |
| ------- | -------- | ------------------------------------------------------------------- | ------ | ---------------------------------------- |
| Oro     | Germania | Helmut Hamann, Hans Scheele, Harry Voigt, Adolf Metzner             | 3'14"1 | Record dei campionati · Record nazionale |
| Argento | Ungheria | Robert Paul, Georges Guillez, Raymond Boisset, Pierre Skawinski     | 3'15"6 | Record nazionale                         |
| Bronzo  | Svezia   | Sven Strömberg, Per Pihl, Gustav Ericson, Bertil von Wachenfeldt    | 3'16"6 |                                          |
| 4       | Italia   | Giacomo Carlini, Angelo Ferrario, Mario Rabaglino, Ettore Tavernari | 3'19"0 |                                          |